# Terni (Sumy)
Terni (en ucraniano: Терни, romanizado: Terny; en ruso: Терны, romanizado: Terny) es un pueblo ucraniano perteneciente al óblast de Sumy. Situado en el norte del país, es parte del raión de Romny y parte del municipio (hromada) de Nedrijáiliv.

## Geografía
Terni se encuentra cerca del río Sula, 21 km al norte de Nedrijáiliv y 63 km al oeste de Sumy.  

## Historia
Terni fue fundada en 1652 y las primeras 5 familias fueron establecidas aquí por el terrateniente de Putivl Suleshkin. El zar Pedro el Grande visitó el lugar el 19 de noviembre de 1708 durante la Gran Guerra del Norte. Después de ganar la batalla de Poltava, se quedó nuevamente en el pueblo, donde se construyó una iglesia de madera en honor a la victoria. En 1727, la emperatriz Catalina I entregó Terni a Simón Gendrikov, a quien se le concedió el título de conde en 1742. En 1777, la propiedad se dividió entre los herederos de Gendrikov: los Dmitriev-Mamonov y los Shcherbatov. 
En 1839, S.A. Shcherbatov construyó una fábrica de azúcar cerca de la finca, saqueada e incendiada en 1919.
En la Segunda Guerra Mundial, el pueblo fue ocupado por tropas alemanas del 9 de octubre de 1941 al 6 de septiembre de 1943. Terni recibió el estatus de asentamiento de tipo urbano en 1958.
Hasta el 18 de julio de 2020, Terni fue parte del raión de Nedrijáiliv. El raión se abolió en julio de 2020 como parte de la reforma administrativa de Ucrania, que redujo el número de raiones del óblast de Sumy a cuatro. El área del raión de Nedrijáiliv se fusionó con otros en el raión de Romny.En 2023, Nedrijáiliv perdió el estatus de asentamiento de tipo urbano en la legislación ucraniana debido a la eliminación de este estatus administrativo.

## Demografía
La evolución de la población de Terni entre 1939 y 2022 fue la siguiente:
| 7506                                                          | 8274 | 6400 | 5645 | 4775 | 3710 | 3267 | 3136 | 2800 |
| (Fuente: Cities & Towns of Ukraine y UKRAINE: Größere Städte) |      |      |      |      |      |      |      |      |

Según el censo de 2001, la lengua materna de la mayoría de los habitantes, el 96,49%, es el ucraniano; del 2,88% es el ruso.

## Infraestructura

### Transporte
El asentamiento está conectado por carretera con Sumy, Vorozhba y Konotop.  

## Personas importantes
- Praskovya Uvarova (1840-1924): noble y arqueóloga rusa de Eslovenia.